# Tyto longimembris
La lechuza patilarga, lechuza patas largas  o lechuza de campanario asiática (Tyto longimembris) es una especie de ave strigiforme en la familia Tytonidae. Aunque algunas autoridades la consideran conespecífica con la lechuza de El Cabo (Tyto capensis) otras la consideran una especie válida.

## Descripción
Es una lechuza de tamaño mediano, similar en tamaño a la lechuza común. Los machos adultos miden entre 32 y 38 cm de longitud, mientras que las hembras son más grandes y puede llegar a medir entre 35 y 42 cm. La envergadura es de 100 a 116 cm. La hembra pesa 460 g mientras que el macho pesa 400 g. Tienen las partes superiores de color marrón o marrón oscuro con manchas pálidas. Presenta barras negras y canela en las alas y el pico muy pálido, las patas emplumadas y los ojos marrón oscuro. Como todos los búhos en el género Tyto, tiene un disco facial en forma de corazón de color ante-marrón y el borde blanco.

## Subespecies
Se reconocen las siguientes subespecies:
- T. l. longimembris (Jerdon, 1839)– de India a Indochina, Célebes, islas menores de la Sonda y Australia;
- T. l. chinensis Hartert, 1929– sureste de China y Vietnam;
- T. l. pithecops (Swinhoe, 1866)– Taiwán;
- T. l. amauronota (Cabanis, 1872)– las Filipinas;
- T. l. papuensis Hartert, 1929– Nueva Guinea.